# Andes (pueblo)
Andes es un pueblo ubicado en el condado de Delaware en el estado estadounidense de Nueva York. En el año 2000 tenía una población de 1356 habitantes y una densidad poblacional de 5 personas por km².

## Geografía
Andes se encuentra ubicado en las coordenadas 42°11′20″N 74°47′8″O / 42.18889, -74.78556.

## Demografía
Según la Oficina del Censo en 2000 los ingresos medios por hogar en la localidad eran de $35 119, y los ingresos medios por familia eran $39 474. Los hombres tenían unos ingresos medios de $28 074 frente a los $22 847 para las mujeres. La renta per cápita para la localidad era de $20 650. Alrededor del 9.4% de la población estaban por debajo del umbral de pobreza.